# Estang
Estang is een gemeente in het Franse departement Gers (regio Occitanie) en telt 668 inwoners (2005). De plaats maakt deel uit van het arrondissement Condom.
Estang is gesticht als castelnau. De voormalige stadsmuren en grachten zijn nog zichtbaar in het stratenplan. De plaats had erg te lijden onder de Honderdjarige Oorlog en de Hugenotenoorlogen.

## Geografie
De oppervlakte van Estang bedraagt 22,6 km², de bevolkingsdichtheid is 29,6 inwoners per km².
De onderstaande kaart toont de ligging van Estang met de belangrijkste infrastructuur en aangrenzende gemeenten.

## Demografie
Onderstaande figuur toont het verloop van het inwonertal (bron: INSEE-tellingen).

## Galerij

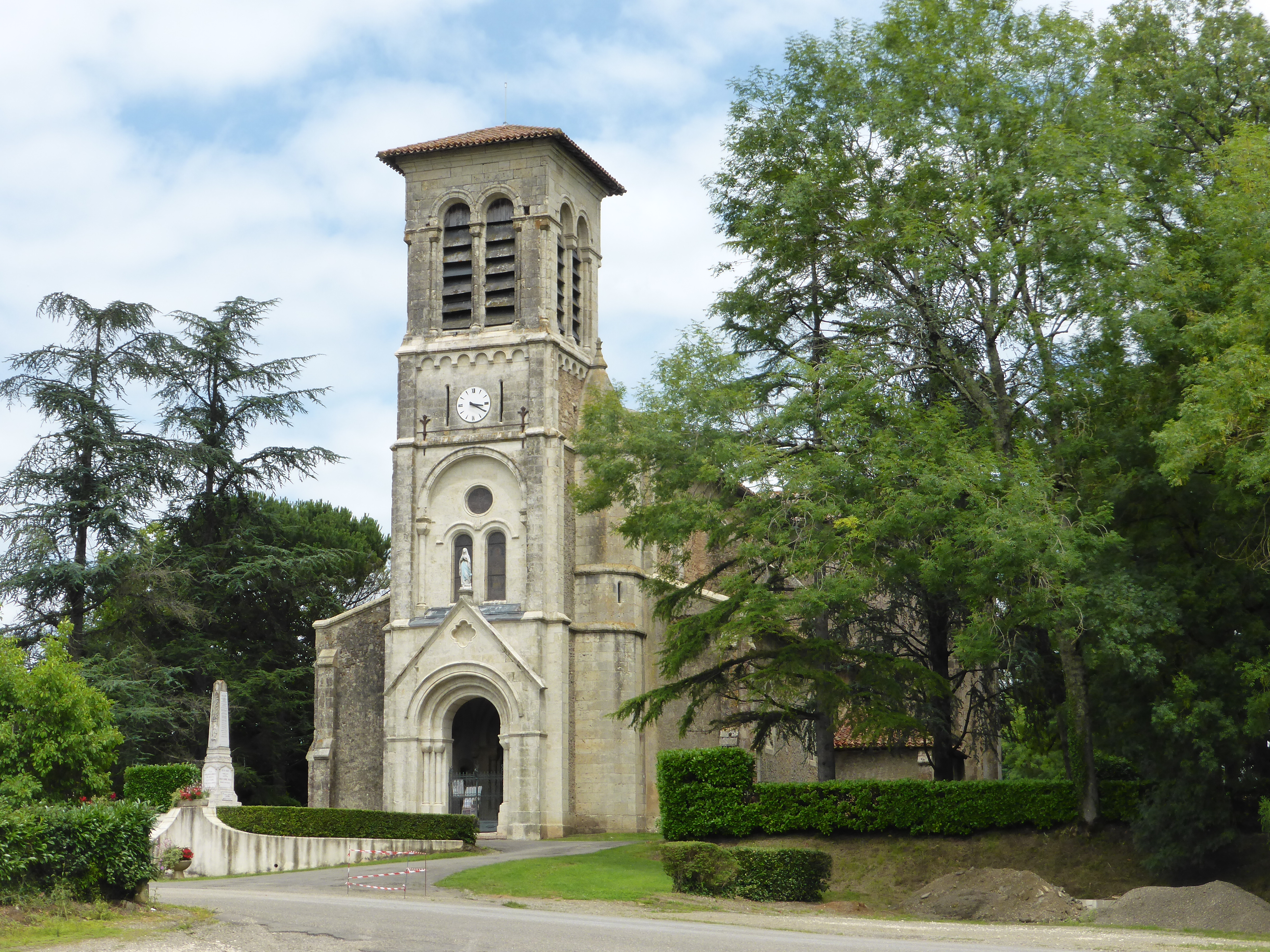
De kerk Notre-Dame werd gebouwd in de 12e eeuw en is sinds 1998 beschermd als historisch monument.
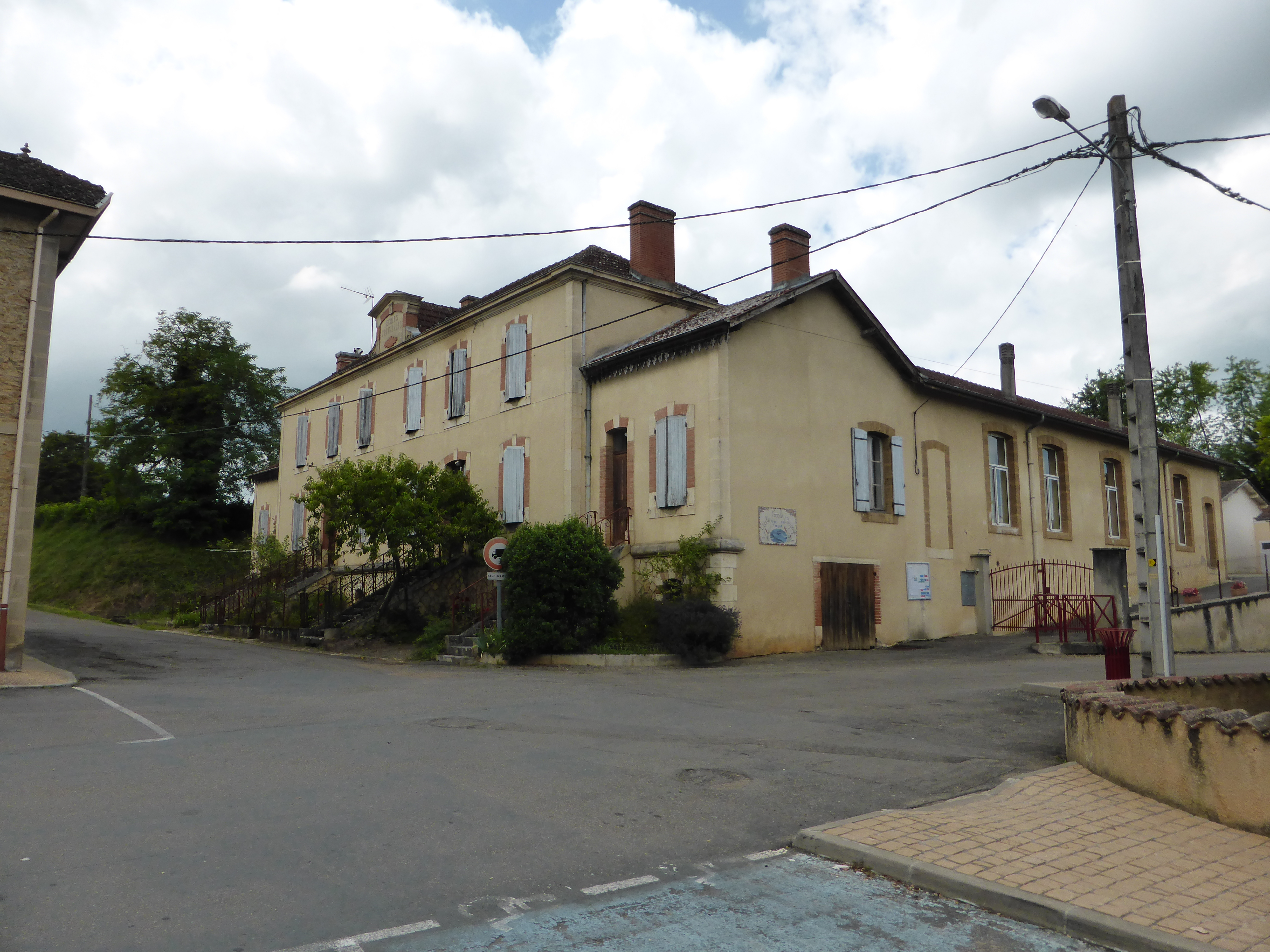
School.
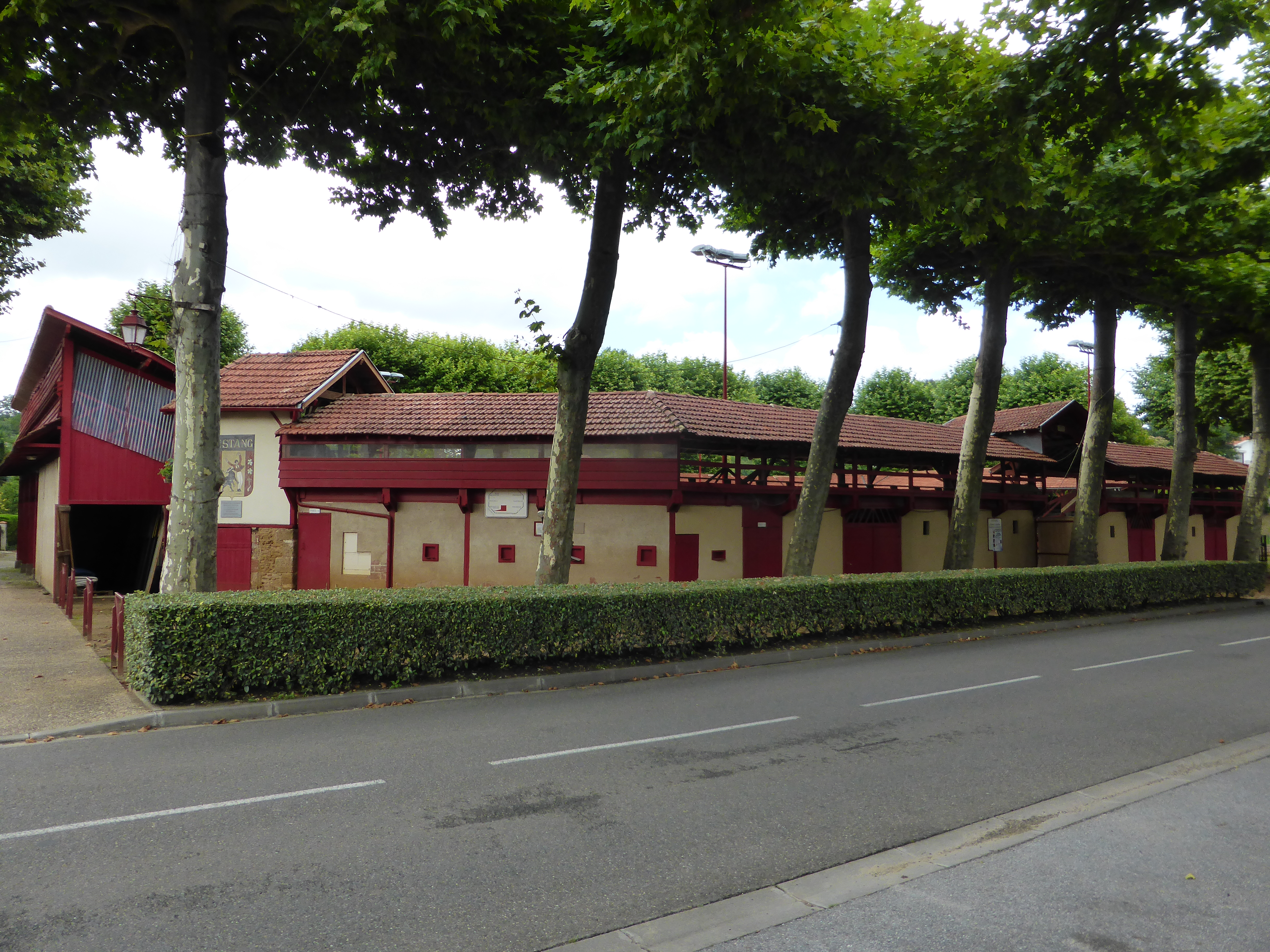
De houten arena voor stierengevechten werd gebouwd in 1901.